# Amphimedon compressa
Amphimedon compressa es una demosponja que se encuentra en el sur de Florida, el mar Caribe y las Bahamas. Puede ser de color rojo oscuro, naranja, marrón o negro.

## Taxonomía
La esponja solía clasificarse como Haliclona rubens, pero se determinó que era un sinónimo de Haliclona compressa. Sin embargo, este nombre ya no se acepta, y la base de datos mundial de Porifera enumera esta especie como Amphimedon compressa - Duchassaing & Michelotti, 1864.

## Descripción
Amphimedon compressa puede crecer hasta 40 cm (15,7 plg) y un diámetro de 4 cm (1,6 plg), pero suele ser más pequeño en aguas poco profundas. Las ramas curvas en forma de árbol crecen a partir de una masa incrustante basal, pero muy ocasionalmente esta esponja crece como un hemisferio pequeño, sin ramificar y aplanado. Muchos pequeños poríferos se encuentran en las ramas. Por lo general, es de un rojo oscuro apagado, pero el color varía y, a veces, es negro, marrón oscuro, marrón grisáceo, rojo brillante o naranja.

## Distribución
La esponja crece como parte de la comunidad de arrecifes de coral. Esto ocurre en Florida, el Mar Caribe y las Bahamas a profundidades de aproximadamente 20 m (21,9 yd). Esto ocurre en las crestas y los lados del arrecife que crece sobre la roca, y en superficies verticales, sobresale hacia los lados.

## Biología
La esponja se alimenta de plancton y pequeñas partículas orgánicas suspendidas en el agua. Para hacer esto, la esponja aspira agua a través de pequeños poros llamados ostia, filtra las partículas en el tejido del coanocito, luego mueve el agua a través del espongocele o cavidad central antes de bombear el agua a través del osculi.

## Ecología
Amphimedon compressa es parte de una comunidad de esponjas en un cinturón a profundidades de entre 80 y 240 m (87,5 y 262,5 yd) frente a las Islas Caimán y, a menudo, crece horizontalmente en las paredes rocosas. A menudo tiene una Ophiothrix suensoni viviendo en su superficie. Las estrellas de mar a menudo se comen las esponjas, pero Amphimedon compressa contiene ciertos metabolitos secundarios que impiden que la estrella de mar caribeña común Echinaster echinophorus se alimente.